# Santa Severina
Santa Severina község (comune) Calabria régiójában, Crotone megyében.

## Fekvése
A megye központi részén fekszik, egy 326 méter magas domb tetején. Határai: Belvedere di Spinello, Caccuri, Castelsilano, Rocca di Neto, Roccabernarda, San Mauro Marchesato és Scandale.

## Története
A települést az enotrik alapították. A 9. századtól kezdődően püspöki székhely és a catanzarói grófok birtoka. A 15. századtól nápolyi nemesi családok kezébe került. Önálló településsé a 19. század elején vált, amikor a Nápolyi Királyságban felszámolták a feudalizmust. 

## Népessége
A népesség számának alakulása:

## Főbb látnivalói
- Castello (vár)
- Bizánci keresztelőkápolna
- Santa Maria del Pozzo-templom
- Santa Filomena-templom
- Santa Anastasia-katedrális